# Глен Ејвон (Калифорнија)
Глен Ејвон (енгл. Glen Avon) насељено је место без административног статуса у америчкој савезној држави Калифорнија.

## Демографија
По попису из 2010. године број становника је 20.199, што је 5.346 (36,0%) становника више него 2000. године.
| Група             | 2000.         | 2010.          |
| Белци             | 6.592 (44,4%) | 4.917 (24,3%)  |
| Афроамериканци    | 566 (3,8%)    | 805 (4,0%)     |
| Азијати           | 332 (2,2%)    | 462 (2,3%)     |
| Хиспаноамериканци | 7.006 (47,2%) | 13.766 (68,2%) |
| Укупно            | 14.853        | 20.199         |